# 聖ヨハネ准司教座聖堂

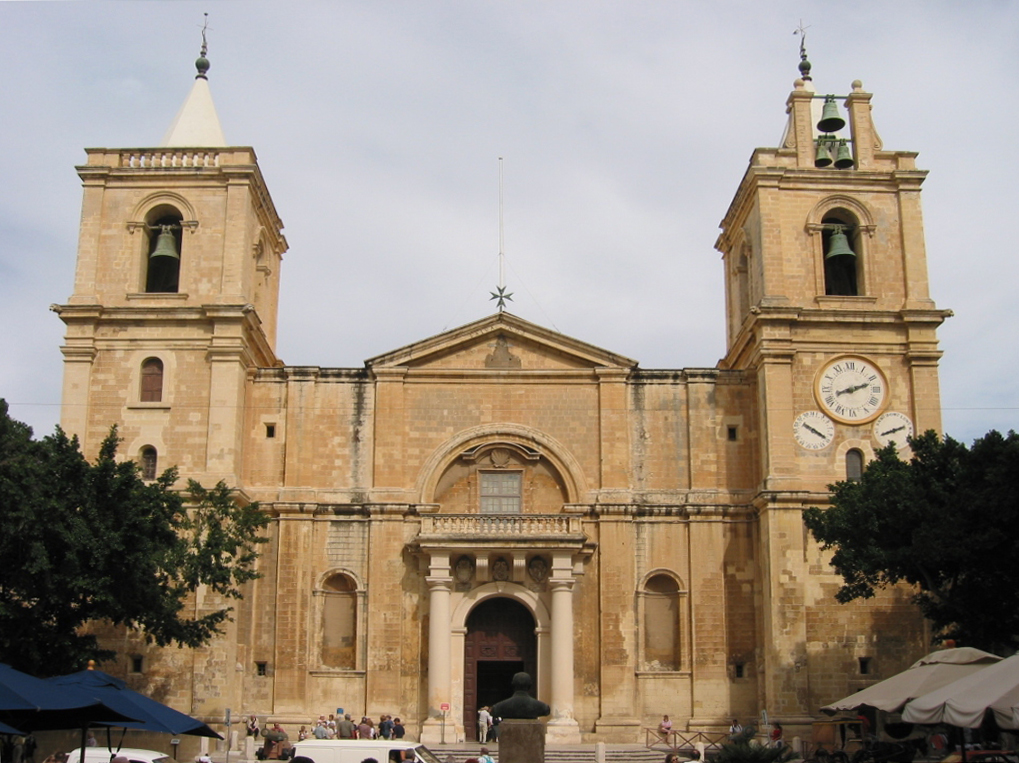
聖ヨハネ准司教座聖堂

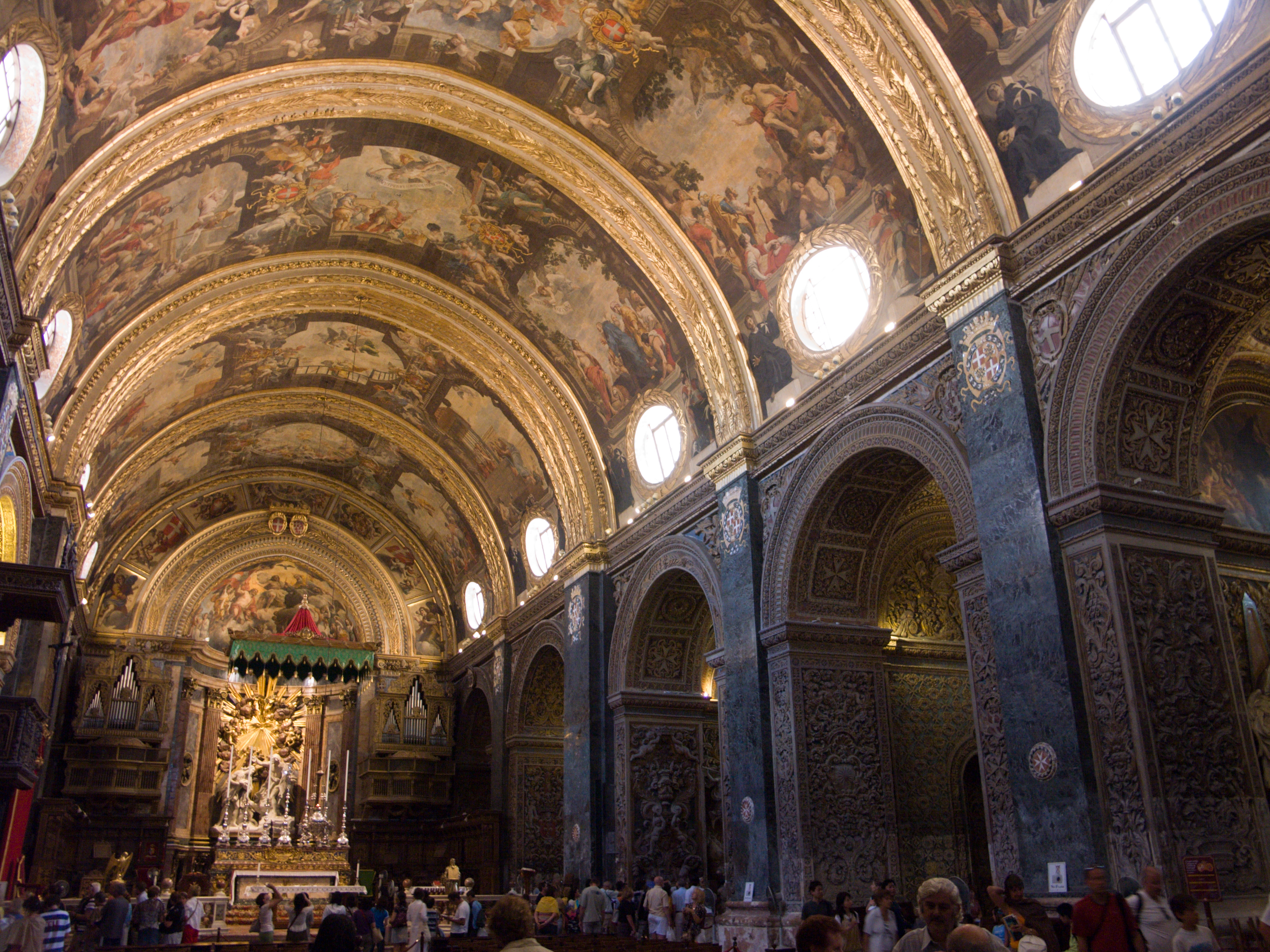
聖堂内部

聖ヨハネ准司教座聖堂 （マルタ語: Kon-Katidral ta' San Ġwann）は、マルタ、バレッタにあるカトリック教会の聖堂。1573年から1578年にかけ、マルタ騎士団によって建てられた。1572年、騎士団総長ジャン・ド・ラ・カシエールが、聖ヨハネ騎士団（のちにマルタ騎士団として知られるようになる）の修道会教会堂として建設を命じたことによる。1565年のマルタ大包囲戦終結後ただちに建設が始められたため、かつての軍事要塞の名残を残している。

## 概要
外観は、マルタ石の名で知られるマルタ島産の石灰岩を使用している。バロック様式の内装は、カラブリア出身のマルタ騎士団員で画家のマッティア・プレッティの手によるものが大部分を占めている。プレッティは精巧に刻まれた石の壁を設計し、ヴォールト天井と祭壇の両側を聖ヨハネの生涯を描いた絵画で埋めつくした。
教会の本堂には、重要な騎士たちが眠る、大理石でできた墓石が並んでいる。最重要の騎士たちは教会の全面近くに埋葬されている。これらの墓石は豊かな装飾がなされ、石の下に埋葬されている騎士の似姿と同様にその紋章が彫られ、時には戦勝の物語を記している。
聖堂内の礼拝堂は、騎士団を構成した騎士が8言語ごとの騎士館に分けられていたのにならい8つあり（イングランド及びバイエルン、フランス、プロヴァンス、オーヴェルニュ、イタリア、ドイツ、アラゴン、カスティーリャ）、それぞれの守護聖人に献堂されている。
小礼拝堂に展示されている絵画『洗礼者聖ヨハネの斬首』（カラヴァッジオ作）は、教会内で最も有名な作品である。カラヴァッジオの傑作の一つで、画家本人の署名がされた唯一の作品である。

## 准司教座聖堂の由来
この聖堂は元々、騎士修道会である聖ヨハネ騎士団付属の聖堂であり、マルタ大司教座に属するものではなかった。時を経て、聖ヨハネ騎士団の聖堂は、イムディーナにあるマルタ大司教座と等しく著名になった。准聖堂の名は、イムディーナの大司教に対する二重の役割について言及している。1820年代、イムディーナの大司教は聖ヨハネ聖堂に、マルタ大司教座とは別の司教座としての利用を許可した。現在、マルタ大司教座の下にはゴゾ司教座一つしかない。そのために准司教座と名乗るようになった。現在、聖ヨハネ准司教座聖堂の建っている土地はマルタ政府の所有となっている。准司教座聖堂と内部にある博物館の保存は、聖ヨハネ准司教座聖堂協会へ委託されている。